# 머서스버그 신학
머서스버그 신학(Mercersburg Theology)은 19세기 중반에 미국에서 일어났던 독일계 미국인들에 의해 발생한 신학운동이다. 펜실베이니아주의 머서스버그지역에서 일어났으며, 칼뱅주의 신학 중심으로 필립 샤프와 네빈으로 대표된다.  네빈과 샤프는 1840년대 찰스 G. 피니의 영향을 받아, 독일 개혁교회 안에서 일어난 부흥운동에 대하여 '감리교 운동'으로 규정지었다. 또한 그들은 하이델베르크 요리문답을 중심으로 한 개혁교회의 전통을 따르기로 촉구하였다.

## 같이 보기
- 필립 샤프
- 존 윌리엄슨 네빈